# Eduard Streltsov
Eduard Anatólievich Streltsov (ruso: Эдуард Анатольевич Стрельцов) (Moscú, 21 de julio de 1937 – ibídem, 22 de julio de 1990) fue un futbolista y entrenador soviético. Considerado uno de los delanteros más talentosos de su generación, es el cuarto máximo goleador en la historia de la selección de la Unión Soviética.
Las mejores cualidades de Streltsov eran el acierto goleador y la asociación con sus compañeros. Una de sus jugadas más características era el pase con el talón, que en Rusia se conoce como «pase Streltsov». En las once temporadas que permaneció en el Torpedo Moscú de Rusia, único equipo de toda su carrera, ganó una Liga Soviética (1965) y una Copa de la Unión Soviética (1968). También formó parte de la selección que ganó la medalla de oro en los Juegos Olímpicos de Melbourne 1956, si bien no la recibió en vida porque no disputó la final.
Ha sido elegido Futbolista del año en la Unión Soviética en 1967 y 1968. Además quedó séptimo en las votaciones para el Balón de Oro de 1957.
Streltsov estuvo encarcelado entre 1958 y 1963 en un campo de trabajos forzados y no volvió a jugar hasta 1965. El crimen por el que se detuvo fue la presunta violación de una joven que más tarde se demostró falsa. Aunque las pruebas contra él eran inconsistentes, testificó bajo la falsa promesa de que podría jugar la Copa Mundial de 1958. En vez de eso se le condenó a doce años en un gulag, de los que cumplió cinco. Era visto por el Partido Comunista de la Unión Soviética como una amenaza para el sistema por su estilo de vida y se le consideraba un potencial desertor, ya que llegó a interesar a varios clubes europeos.

## Primeros años
Eduard Anatólievich Streltsov nació en Perovo, barrio en la zona norte de Moscú, el 21 de julio de 1937. Fue hijo de Anatoly Streltsov (soldado de primera línea y oficial de reconocimiento) y Sofia Frolovna. El padre luchó en la Segunda Guerra Mundial y cuando el conflicto terminó, dejó a la familia para irse a vivir a Kiev. Por esta razón, la madre crio a Eduard por su cuenta. Para salir adelante trabajó como obrera metalúrgica.
Streltsov tuvo una educación modesta y uno de sus pocos entretenimientos infantiles era el fútbol. De pequeño apoyaba al Spartak de Moscú. Destacó por sus habilidades con el balón, al punto de que con 13 años pudo debutar con el club de la empresa «Frezer», fabricante de fresadoras. En aquel momento era el más joven del plantel. En posteriores entrevistas ha reconocido que «el único placer, el único destello de luz entre los grises días de la semana, era el fútbol».
Su vida cambió en 1953, cuando el filial del Torpedo Moscú (en aquella época vinculado a la fábrica de automóviles ZIL) jugó un amistoso contra el club Frezer. El entrenador del primer equipo, Vasily Provornov, quedó encantado con las habilidades de Streltsov y le convenció para que fichara por la entidad moscovita cuando tenía 16 años.

## Trayectoria deportiva

### Debut en Primera División (1954-1958)
El debut en la Primera División de la Unión Soviética tuvo lugar en la edición de 1954. A pesar de su juventud se hizo con la titularidad, y lideró junto con Valentín Ivanov el relevo generacional del Torpedo Moscú. En su segunda temporada, cuando tenía 17 años, se convirtió en el máximo goleador de la plantilla: 15 goles en 22 partidos.
La selección de fútbol de la URSS le hizo debutar el 26 de junio de 1955 frente a Suecia. En menos de 45 minutos hizo un hat trick en la victoria soviética por 6:0, y en el siguiente compromiso ante la India logró tres goles más. Al año siguiente formó parte del seleccionado que logró la medalla de oro en los Juegos Olímpicos de Melbourne 1956. Streltsov marcó dos goles, incluyendo uno en la semifinal. Sin embargo, el ariete no disputó la final por decisión técnica.
La potencia y definición de Streltsov le convirtieron en el ídolo de la afición del Torpedo Moscú, que aplaudía solo con verle pasar con el talón o regatear. En la temporada de 1957 su equipo fue subcampeón de la Primera División, y a nivel personal quedó séptimo en las votaciones al Balón de Oro. Un año después fue pieza clave en la clasificación al Mundial de 1958 en Suecia. En su último encuentro con la selección, un empate frente a Inglaterra, tenía un récord de 18 goles en 20 partidos.
Al margen de lo deportivo, Streltsov era conocido por su carácter extrovertido, su forma de vida y una imagen física que chocaba con el estilo soviético de la época. Durante la juventud tuvo varios encontronazos con las autoridades de la URSS, que terminaron afectando a su carrera deportiva.

### Detención: cinco años en un gulag (1958-1965)
El 25 de mayo de 1958 se produjo la detención de Streltsov a raíz de la violación a una mujer que según él no cometió. Al terminar un entrenamiento de la selección, se marchó a la fiesta privada de un militar junto con Mijaíl Ogonkov y Boris Tatushin, ambos del Spartak. A su conclusión, los tres futbolistas fueron arrestados bajo la acusación de violación. Streltsov conoció en la cita a una joven, Marina Lébedeva, que después lo acusó de forzarla. Y aunque se demostró que llegaron a verse en una dacha, él siempre negó que fuera violada. Las pruebas contra Streltsov eran inconsistentes, pero terminó asumiendo los cargos bajo presiones y una falsa promesa: si confesaba el crimen, podría jugar la Copa Mundial de 1958.
En vez de eso, Streltsov fue condenado a doce años de reclusión en un campo de trabajos forzados (Gulag) e inhabilitado de por vida para el fútbol de competición. Por otra parte, a Ogonkov y Tatushin se les inhabilitó durante tres años. Esas bajas perjudicaron a la Unión Soviética durante el Mundial de 1958, ya que sufrieron para meterse en cuartos de final y después cayeron ante Suecia.
El seleccionador soviético, Gavriil Kachalin, reveló años después que el presidente Nikita Jrushchov había ordenado su detención, al verlo como un modelo de conducta peligroso para el sistema comunista.
Streltsov fue liberado el 4 de febrero de 1963, después de cinco años en un campo de concentración de Siberia. Sin embargo, la inhabilitación se mantuvo dos años más. Durante ese tiempo pudo entrenar con el equipo de la fábrica ZIL, al tiempo que estudiaba ingeniería. En octubre de 1964, el nuevo secretario general del Partido Comunista de la Unión Soviética, Leonid Brézhnev, concedió el indulto a Streltsov y le permitió volver al Torpedo Moscú antes de que comenzara la edición de 1965.

### Regreso al fútbol (1965-1970)
Streltsov volvió a jugar en 1965, a los 28 años. Había perdido fuerza y agilidad, pero su inteligencia futbolística se mantuvo intacta. No se discutió nunca su titularidad: gracias a sus 12 goles en 26 partidos, con los que fue máximo artillero del plantel, el Torpedo Moscú se proclamó campeón de Primera División en 1965. Al final de la campaña, obtuvo el segundo lugar en la votación del Futbolista del año en la Unión Soviética, por detrás de su compañero de equipo Valeri Voronin. Ese título de liga fue el segundo en la historia del club: el primero se ganó en 1960, mientras Streltsov estaba encarcelado. Al año siguiente debutó en la Copa de Campeones de Europa 1966-67, con una derrota global de 1:0 frente al Inter de Milán.
Se esperaba que pudiera regresar a tiempo para la Copa Mundial de Fútbol de 1966, pero el Partido Comunista le vetó alegando que un preso político no podía representar al estado. La Unión Soviética no volvió a convocarle hasta el 16 de octubre de 1966 para un amistoso contra Turquía. Dos semanas después marcó su primer gol internacional frente a la República Democrática de Alemania.
Al finalizar la temporada de 1967 fue reconocido por fin como Futbolista del año en la Unión Soviética. Retuvo la distinción al año siguiente, después de conseguir su mejor registro goleador: 21 tantos en 33 partidos. En 1968 se proclamó campeón de la Copa de la URSS, al vencer en la final al Pajtakor Taskent de Uzbekistán por 1:0.
En sus dos últimos años de carrera, ya con problemas físicos, pasó a jugar en la mediapunta. Streltsov se retiró a finales de 1970, a la edad de 33 años. El récord de once temporadas con el Torpedo fue de 99 goles en 222 partidos oficiales de Primera División. Si se suman otras competiciones nacionales e internacionales, la cifra alcanza los 105 goles.

## Vida posterior
Una vez retirado, el Torpedo le siguió pagando un sueldo para financiar sus estudios de entrenador de fútbol en el Instituto de Cultura Física. Al sacarse el título, Streltsov volvió en calidad de técnico del equipo juvenil durante un par de décadas.
Streltsov falleció el 22 de julio de 1990, cuando tenía 53 años, víctima de un cáncer de laringe. Los restos están enterrados en el cementerio de Vagánkovo de Moscú, donde también se encuentra la tumba de Lev Yashin. En el séptimo aniversario de su muerte algunas personas avistaron a Marina Lébedeva, la mujer de la acusación por la que el futbolista fue encarcelado, dejando flores en la lápida para honrar su memoria.
En honor al jugador, el estadio del Torpedo fue renombrado «Estadio Eduard Streltsov» en 1996. Dos años después se descubrió una estatua de la estrella en las inmediaciones del Estadio Olímpico Luzhnikí, y en 1999 su equipo de toda la vida hizo lo propio en su campo, con una escultura diseñada por Aleksandr Tarasenko. La Unión de Fútbol de Rusia organizó entre 1997 y 2003 los «Premios Streltsov» al mejor futbolista por votación de directivos y entrenadores.

## Selección nacional

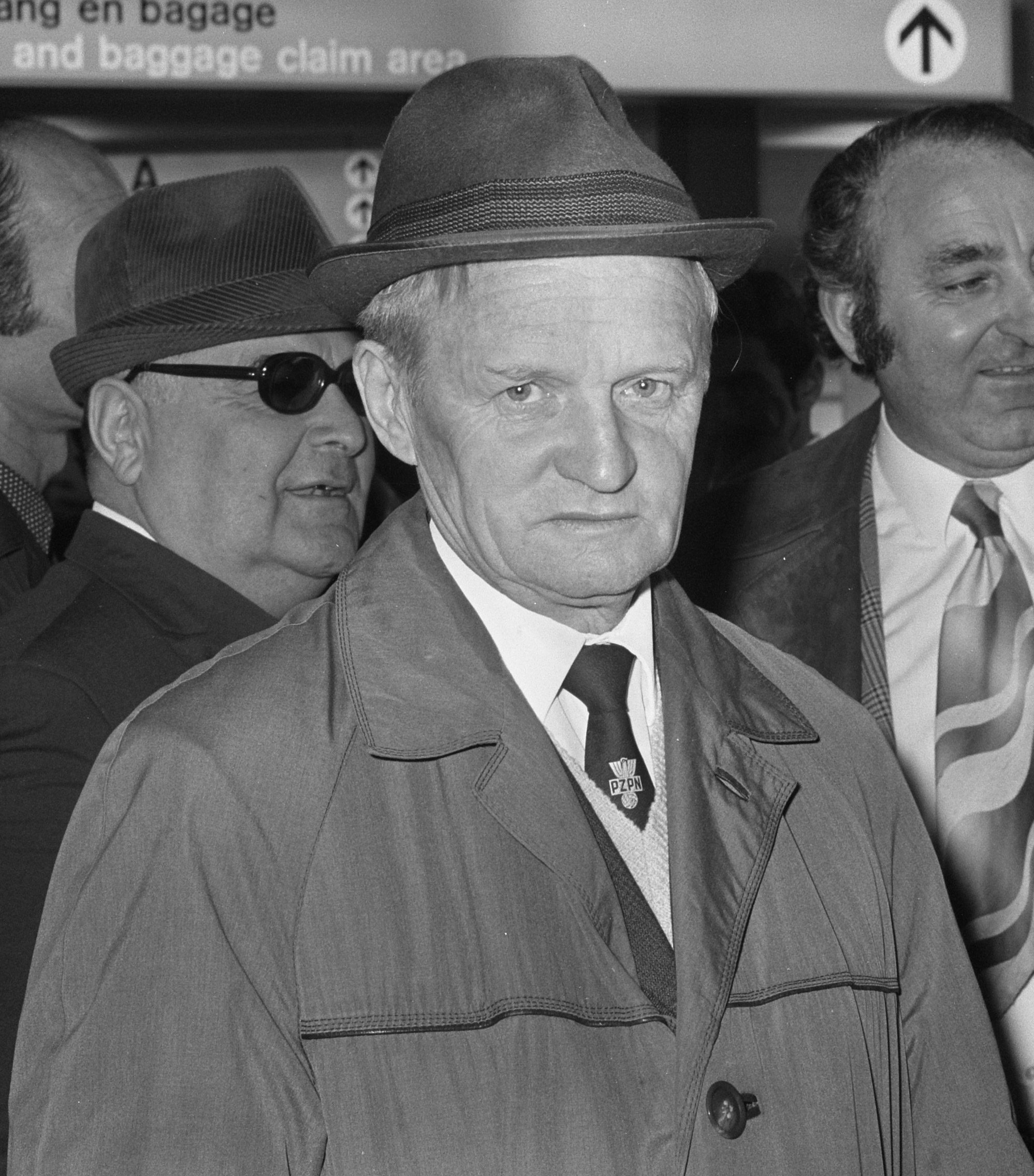
Gavriil Kachalin hizo debutar a Streltsov con la Unión Soviética en 1955.

Streltsov ha sido internacional con la Selección de fútbol de la Unión Soviética en 38 ocasiones (25 goles). Se distinguen dos etapas: entre 1955 y 1958 disputó 28 encuentros y marcó 10 veces, mientras que de 1966 a 1968 jugó 17 partidos y anotó 7 tantos.
Debutó el 26 de junio de 1955, cuando solo tenía 18 años, frente a la selección de Suecia. En menos de 45 minutos anotó un hat trick en la victoria de los suyos por 6:0. Volvió a marcar un gol en las siguientes apariciones ante la India y Francia, con un récord de 7 goles en solo 4 convocatorias. De esta primera etapa destacó su aportación al equipo olímpico que ganó la medalla de oro en los Juegos Olímpicos de Melbourne 1956: Streltsov marcó en la fase de grupos y el tanto decisivo en las semifinales. Sin embargo, no fue convocado para la final por decisión técnica del entrenador Gavriil Kachalin, presuntamente presionado para alinear a al menos un jugador del CSKA de Moscú, club del Ejército Rojo. Su lugar lo ocupó Nikita Simonián y la URSS ganó por 1:0.
Streltsov se quedó en vida sin la medalla. Debido a la política olímpica de la época, solo se entregaba a los participantes en la final. Simonián quiso regalarle la suya, pero el delantero la rechazó diciéndole «no te preocupes, ganaré más títulos». Cinco décadas después, el Comité Olímpico Internacional le entregó la medalla a título póstumo, al igual que al resto del seleccionado.
El último partido que disputó con la URSS antes de pasar cinco años en el gulag fue el 18 de mayo de 1958, un empate 1:1 contra Inglaterra. Si no se hubiera producido la detención, habría sido titular en la Copa Mundial de Fútbol de 1958. Los soviéticos notaron su baja, al punto de que tuvieron problemas para superar la fase de grupos y luego cayeron en cuartos de final contra los anfitriones, pese a contar con el entonces mejor portero del mundo, Lev Yashin, y los talentosos Igor Netto y Valentín Ivanov.
Después de su liberación y posterior indulto, la Unión Soviética volvió a convocarle el 16 de octubre de 1966 para un amistoso contra Turquía. Dos semanas después marcó su primer gol internacional frente a la Alemania Democrática. Durante sus años más exitosos con el Torpedo tuvo un rol destacado. Su último partido fue la derrota por 2:0 en la ida de cuartos de final de la Eurocopa 1968, frente a Hungría, el 4 de mayo de 1968. Los soviéticos remontaron a los magiares en Moscú por 3:0, ya sin Streltsov, para clasificar al torneo final por el marcador global. Tras ello, el delantero quedó fuera de la fase final y nunca más regresó.

## Otras consideraciones

### Estilo de juego

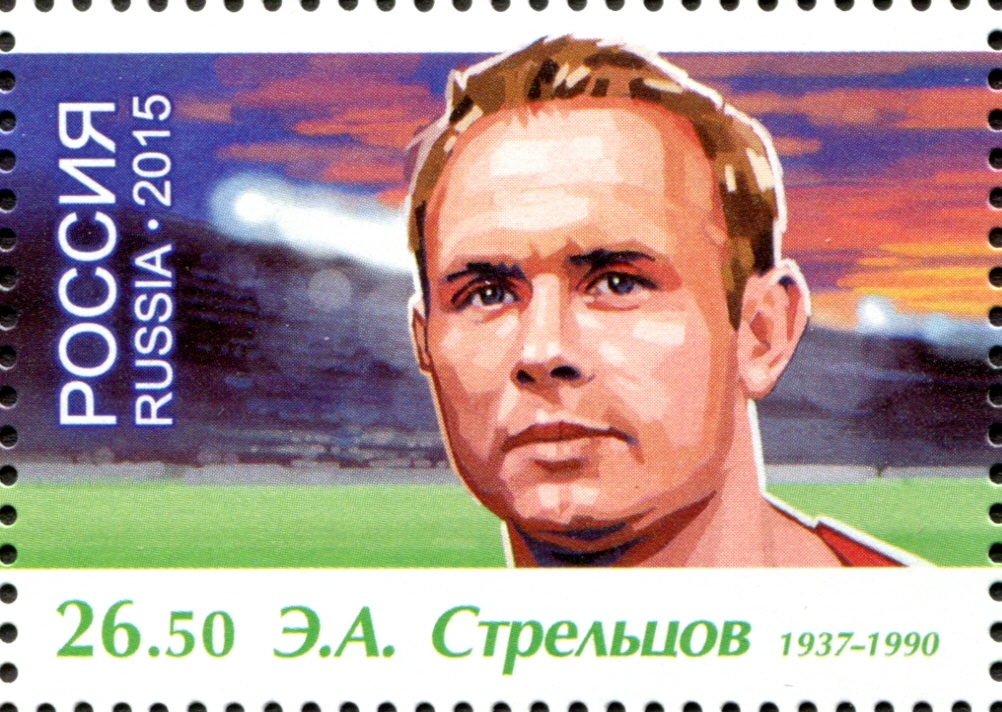
Streltsov en un sello ruso de 2016 de la serie «Leyendas del fútbol».

La FIFA incluyó a Eduard Streltsov entre los cincuenta futbolistas más importantes del siglo XX. Como delantero se destacó por su acierto rematador, su visión y su asociación con los compañeros, siendo el pase de talón una de sus jugadas más características. Tal era su talento que en vida había sido apodado «el Pelé ruso», comparándolo con el astro brasileño. De toda la generación surgida en la Unión Soviética en la década de 1950, se le considera su máximo exponente junto al portero Lev Yashin y al capitán Ígor Netto.
El periodista británico Jonathan Wilson, del diario The Guardian, ha definido a Streltsov como «un delantero alto y potente, fino al primer toque y con una inteligencia futbolística extraordinaria». Uno de sus mayores defensores era el seleccionador de la URSS, Gavriil Kachalin. Días antes de un partido internacional el delantero había sufrido una lesión muscular, pero le pidió a los doctores ser titular. En el encuentro marcó un gol, y a su conclusión el técnico se acercó para decirle «hay chicos con las dos piernas sanas que no podrían jugar como tú has hecho hoy, sólo con una». Por otro lado el futbolista Grigory Fedotov, al que Streltsov admiraba de pequeño, le comentó tras conocerle: «sabes, yo también jugaba muy bien, pero no como lo haces tú».
Es uno de los jugadores que forma parte del «club Grigory Fedotov», una lista no oficial de futbolistas rusos (y soviéticos) que han anotado más de 100 goles durante su trayectoria. En el Torpedo es el segundo mayor anotador de todos los tiempos, solo por detrás de Valentín Ivanov. Es también el cuarto máximo goleador internacional de la selección de la Unión Soviética, después de Oleg Blojín, Oleg Protasov e Ivanov.

### Dimensión extradeportiva
En sus primeros años como deportista de élite, Eduard Streltsov destacó por un estilo de vida poco asociado al de un deportista de élite. Salía con muchas mujeres, le gustaba ir de fiesta y llevaba un corte de pelo de estilo teddy boy. Al estar alejado de la imagen ideal del hombre soviético, levantó suspicacias entre las autoridades de la URSS. El escritor italiano Marco Iaria, autor del libro Donne, vodka e gulag, ha comparado su comportamiento con el de George Best y asegura que «antes era una chico radiante, a veces arrogante, al que no le importaban las buenas maneras». Sin embargo, tras la detención y paso por el gulag, moderó por completo su comportamiento.
Ha tenido importantes encontronazos con las autoridades comunistas.  El diario Pravda, órgano oficial de la URSS, le definió con el siguiente titular: «Enfermedad de una estrella: fuma, bebe, provoca peleas». Uno de los episodios más sonados ocurrió cuando Streltsov conoció a Svetlana Fúrtseva, hija de la dirigente Yekaterina Fúrtseva. Cuando esta le sugirió en una fiesta casarse con su hija, el futbolista (que ya tenía novia) la rechazó e hizo un comentario despectivo delante de los asistentes
Durante las giras del Torpedo Moscú por países europeos, los medios de comunicación occidentales lo vincularon con clubes de Francia y Suecia. En aquella época los jugadores de la URSS no tenían libertad para negociar con otros equipos ni salir del país. Por esta razón, las autoridades soviéticas lo consideraban un potencial desertor. Para reducir el riesgo, en 1958 se le sugirió que fichara por uno de los dos equipos: el CSKA de Moscú, del ejército, o el Dinamo de Moscú, vinculado al Ministerio de Asuntos Internos. En ningún caso aceptó las presiones y se negó a abandonar el Torpedo, lo que elevó su estatus entre los aficionados locales.
Se cree que el Partido Comunista de la Unión Soviética maniobró para que fuese detenido en 1958. Gavriil Kachalin llegó a asegurar que el presidente Nikita Jrushchov había ordenado su arresto, al verlo como un modelo de conducta peligroso para el sistema comunista. En 2001 se creó un comité de expertos, liderado por el ajedrecista Anatoli Kárpov, que trabajó para honrar la memoria de Streltsov y demostrar por completo que era inocente.

## Estadísticas

### Clubes
| Torpedo Moscú Unión Soviética                                                    |       |     |    |
| 1954                                                                             | 22    | 4   |    |
| 1955                                                                             | 22    | 15  |    |
| 1956                                                                             | 22    | 12  |    |
| 1957                                                                             | 15    | 12  |    |
| 1958                                                                             | 8     | 5   |    |
| 1959                                                                             | -     | -   |    |
| 1960                                                                             | -     | -   |    |
| 1961                                                                             | -     | -   |    |
| 1962                                                                             | -     | -   |    |
| 1963                                                                             | -     | -   |    |
| 1964                                                                             | -     | -   |    |
| 1965                                                                             | 26    | 12  |    |
| 1966                                                                             | 31    | 12  |    |
| 1967                                                                             | 20    | 6   |    |
| 1968                                                                             | 33    | 21  |    |
| 1969                                                                             | 11    | 0   |    |
| 1970                                                                             | 12    | 0   |    |
| Total                                                                            | Total | 222 | 99 |
| (1) Solo aparecen las estadísticas en la Primera División de la Unión Soviética. |       |     |    |

### Selección
| Club                     | Temporada        | Total | Total |
| Club                     | Temporada        | Part. | Goles |
| ------------------------ | ---------------- | ----- | ----- |
| Absoluta Unión Soviética |                  |       |       |
| 1955                     | 4                | 7     |       |
| 1956                     | 8                | 4     |       |
| 1957                     | 8                | 7     |       |
| 1958                     | 1                | 0     |       |
| 1966                     | 3                | 1     |       |
| 1967                     | 12               | 1     |       |
| 1968                     | 2                | 0     |       |
| Total en Georgia         | Total en Georgia | 38    | 25    |

#### Participaciones en fases finales
| Competición              | Categoría       | País      | Sede    | Partidos | Goles |
| ------------------------ | --------------- | --------- | ------- | -------- | ----- |
| Juegos Olímpicos de 1956 | Unión Soviética | Australia | Campeón | 4        | 1     |

## Palmarés

### Campeonatos nacionales
| Título                      | Club          | País            | Año  |
| --------------------------- | ------------- | --------------- | ---- |
| Primera División de la URSS | Torpedo Moscú | Unión Soviética | 1965 |
| Copa de la Unión Soviética  | Torpedo Moscú | Unión Soviética | 1968 |

### Campeonatos internacionales
| Título                        | Club            | País      | Año  |
| ----------------------------- | --------------- | --------- | ---- |
| Medalla de oro en los JJ. OO. | Unión Soviética | Australia | 1956 |

(Aunque no recibiera la medalla en vida, el Comité Olímpico Internacional se la concedió a título póstumo en 2006).

### Distinciones individuales
| Distinción                                        | Año  |
| ------------------------------------------------- | ---- |
| Máximo goleador de la Primera División de la URSS | 1955 |
| Futbolista del año en la Unión Soviética          | 1967 |
| Futbolista del año en la Unión Soviética          | 1968 |